# Кварцовий камінь
Кварцовий камінь (кварцовий композитний камінь, кварцовий агломерат) - це з'єднання природного мінералу кварцу, високоякісної полі-ефірної смоли і кольорових пігментів. Причому, частка природного кварцу, одного з найміцніших природних матеріалів, становить 91-93%, в залежності від виробника, інші 7-9% відповідно припадають на смоли і пігменти. Іноді кварцовий камінь називають штучним каменем, але не слід плутати його з штучним (акриловим) каменем, до складу якого не входять натуральні компоненти. 

## Порівняння фізичних властивостей кварцового каменю з мармуром і гранітом

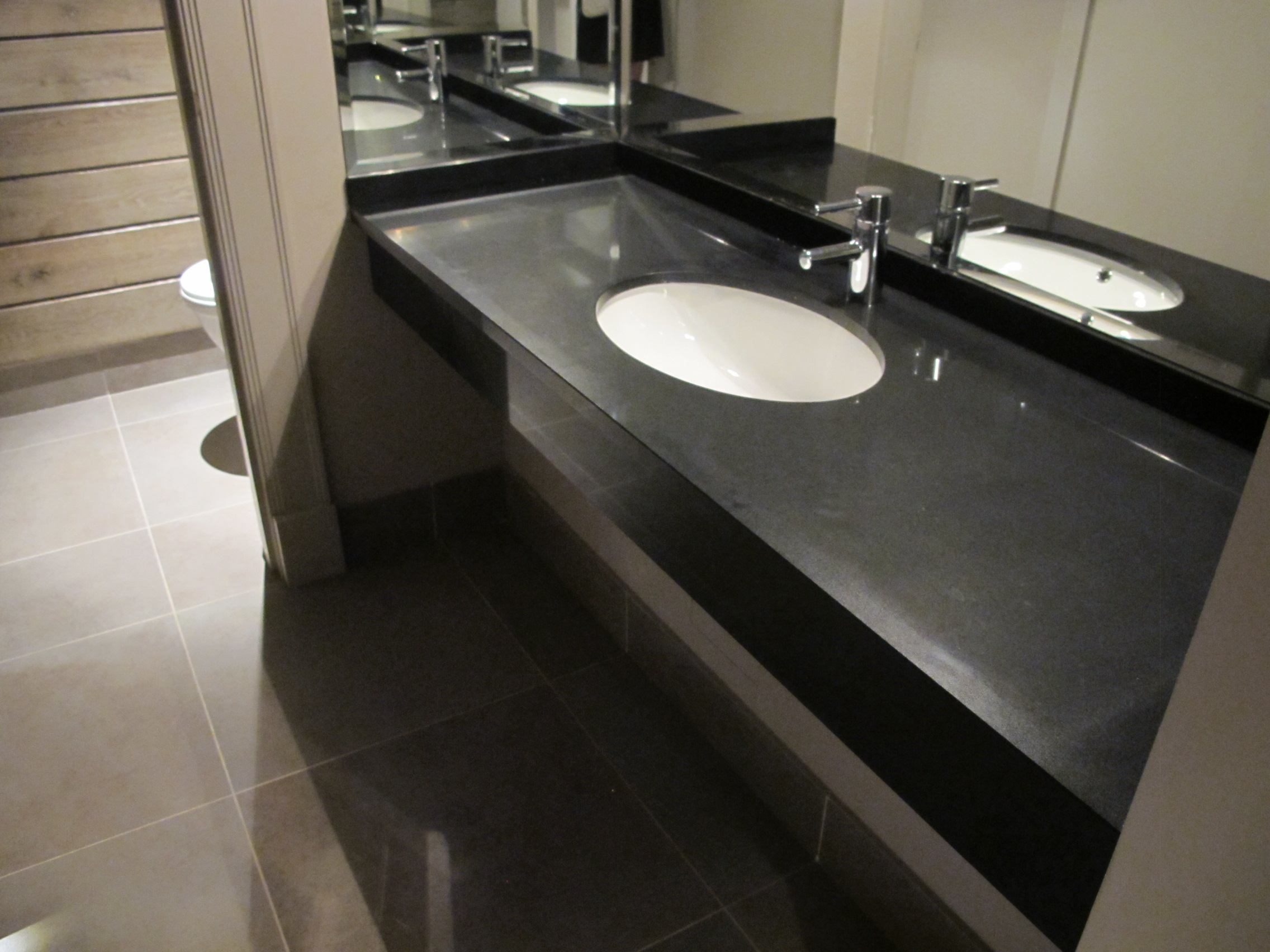
Стільниця з кварцового каменю

| властивість                                                  | кварцовий камінь | мармур | граніт                         | стандарт DIN |
| ------------------------------------------------------------ | ---------------- | ------ | ------------------------------ | ------------ |
| Міцність на вигин (кг / см2)                                 | 515              | 60     | 134                            | 52112        |
| Міцність на удар (см)                                        | 135              | 29     | 61                             | 2234         |
| Поглинання води по вазі (%)                                  | 0,02             | 0,55   | 0,33                           | 52103        |
| Міцність на стиск (кг / см2)                                 | 2200             | 2161   | тисячу дев'ятсот двадцять один | 52105        |
| Міцність на стиск при охолодженні (кг / см2) після 25 циклів | 2082             | 2082   | 1906                           | 52104        |

## Технологія виробництва
Кварцовий камінь, це гарний, сучасний матеріал, який володіє унікальними властивостями. Той випадок, коли вдало поєдналися резерви природних ресурсів і високі технології. Цей кам'яний агломерат отримують на виробництвах під час процесу вібропресування маси в спеціально створених вакуумних умовах. В основному такі виробництва прекрасно функціонують в КНДР, РФ, Німеччини, Туреччині, Індії, а також Ізраїлі. Агломерат, як композитний матеріал здебільшого складається з природного кварцу, решта це мінімальна кількість наповнювачів, які пов'язують цю крихту воєдино, сюди відносяться смоли, а також пігмент-барвник. Особливе поєднання фарб і кварцової крихти здатне породити справді дивовижні і неповторювані поєднання. Крім різної кольорової гами, можна отримати і різну текстуру. 
На виході виходить міцний, і абсолютно не схильний до дії вологи і абсолютно безпечний матеріал, який крім усього, прекрасно переносить перепади температур. Згодом на такому матеріалі не з'являться плями, колір не зміниться. За своїм зовнішнім виглядом, він виходить абсолютно ідентичний, тільки позбавлений більшості недоліків натурального каменю. 
Технологія виробництва включає у себе #котрий #наслідувати етапи:
1. Завантаження і змішування
2. Лиття
3. Прес
4. Загартування
5. Полірування
6. Контроль якості

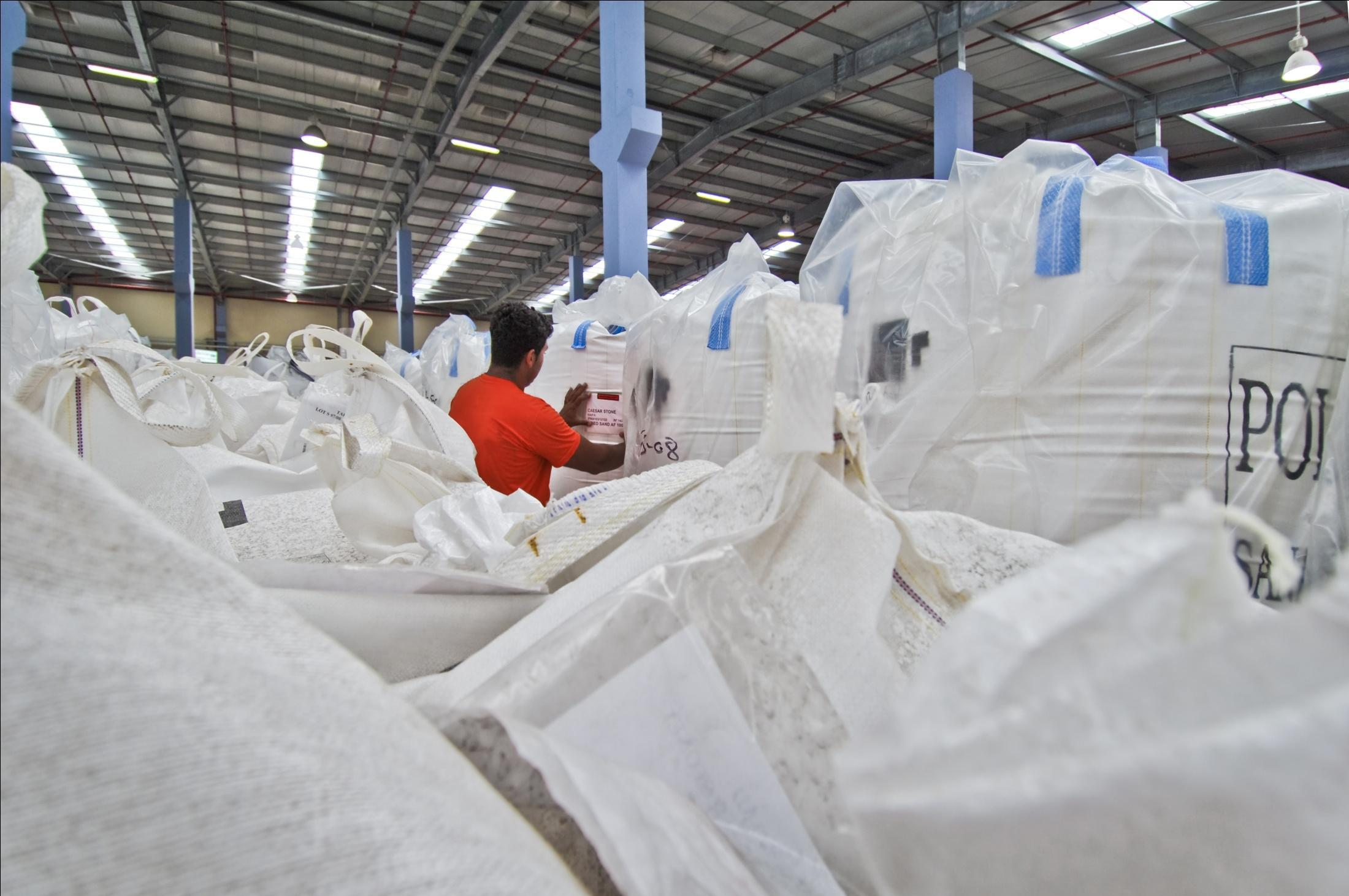
Підготовка кварцу до виробництва кварцового агломерату
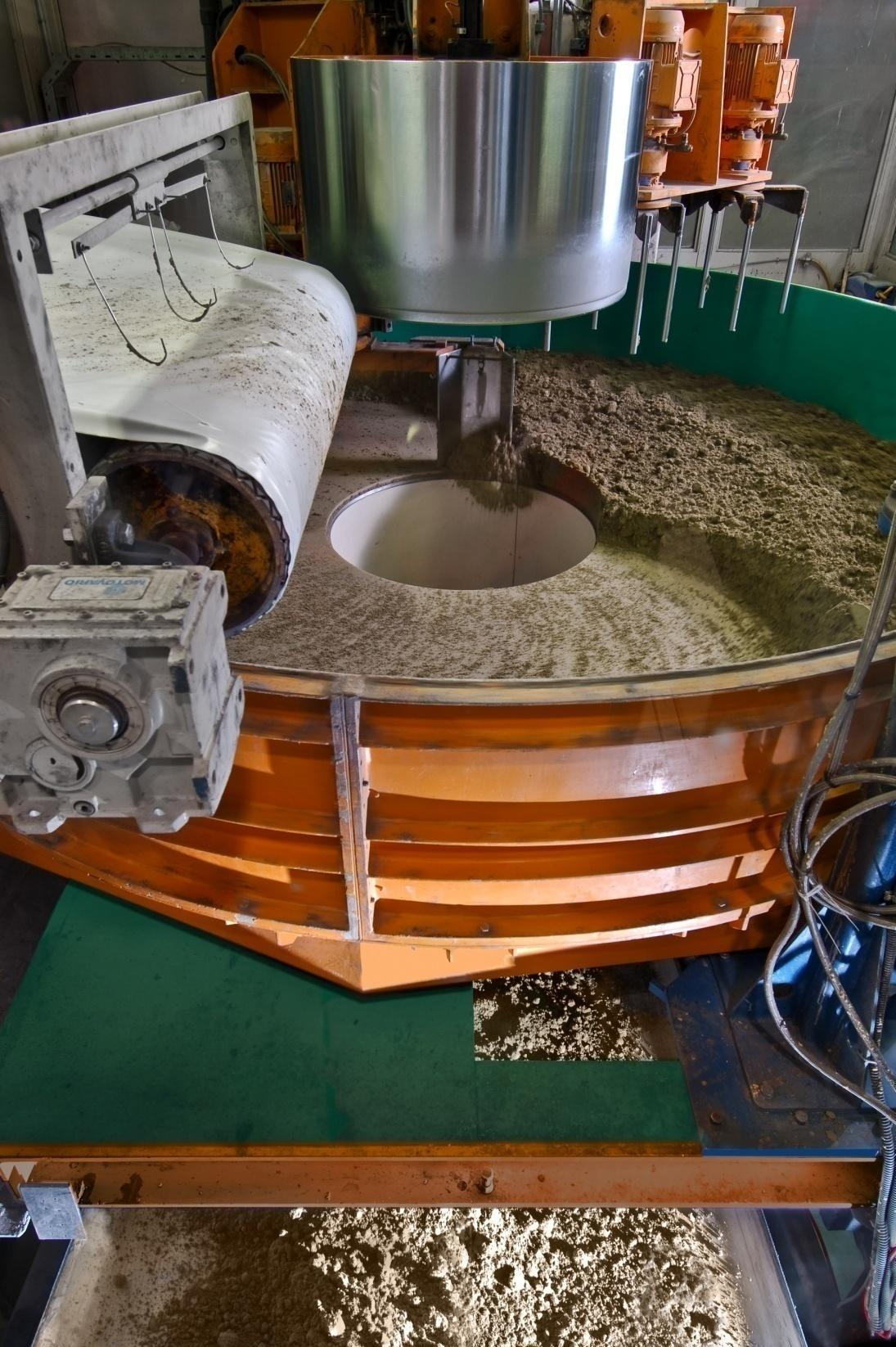
Змішування кварцового каменю
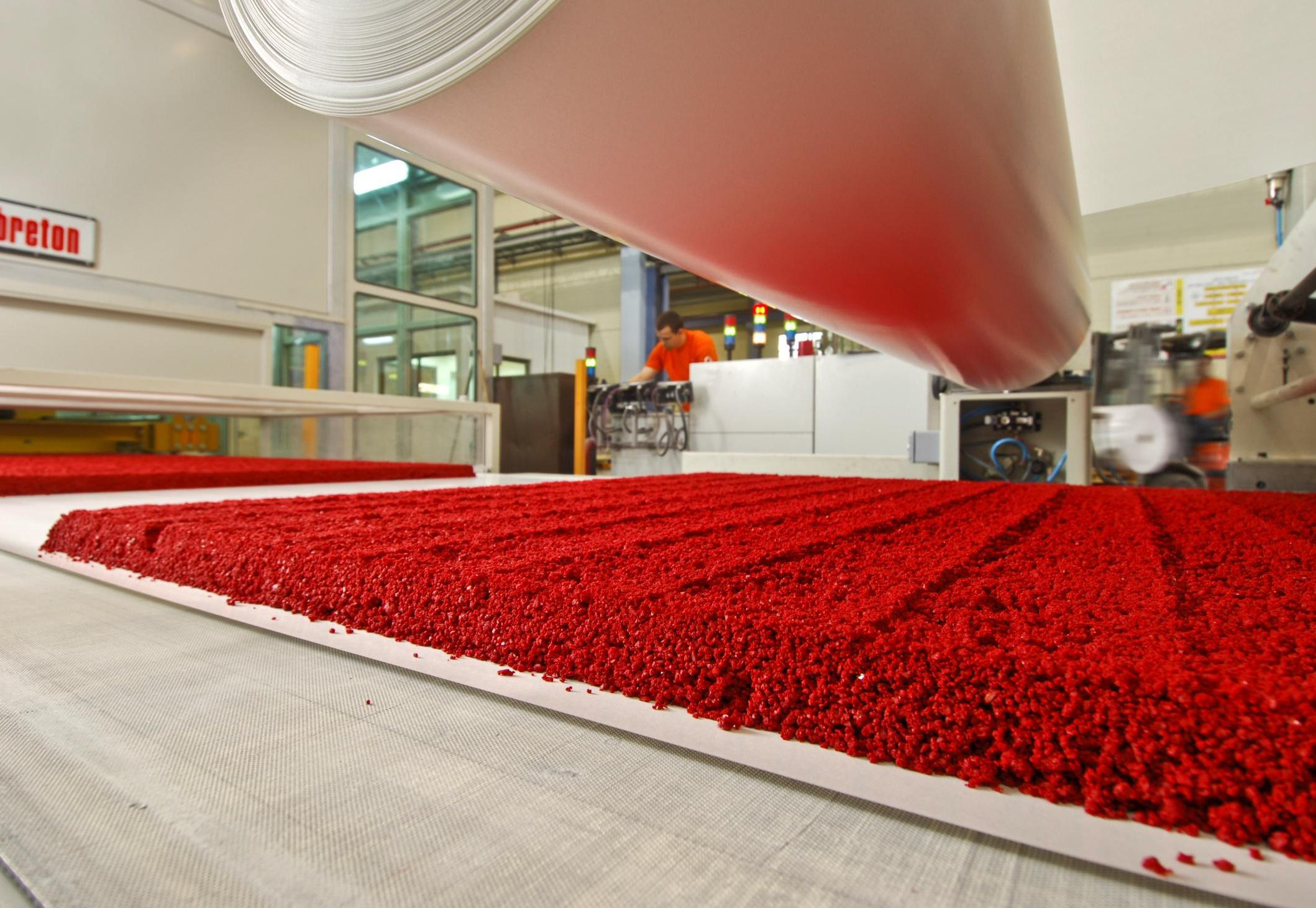
Додавання барвистих пігментів
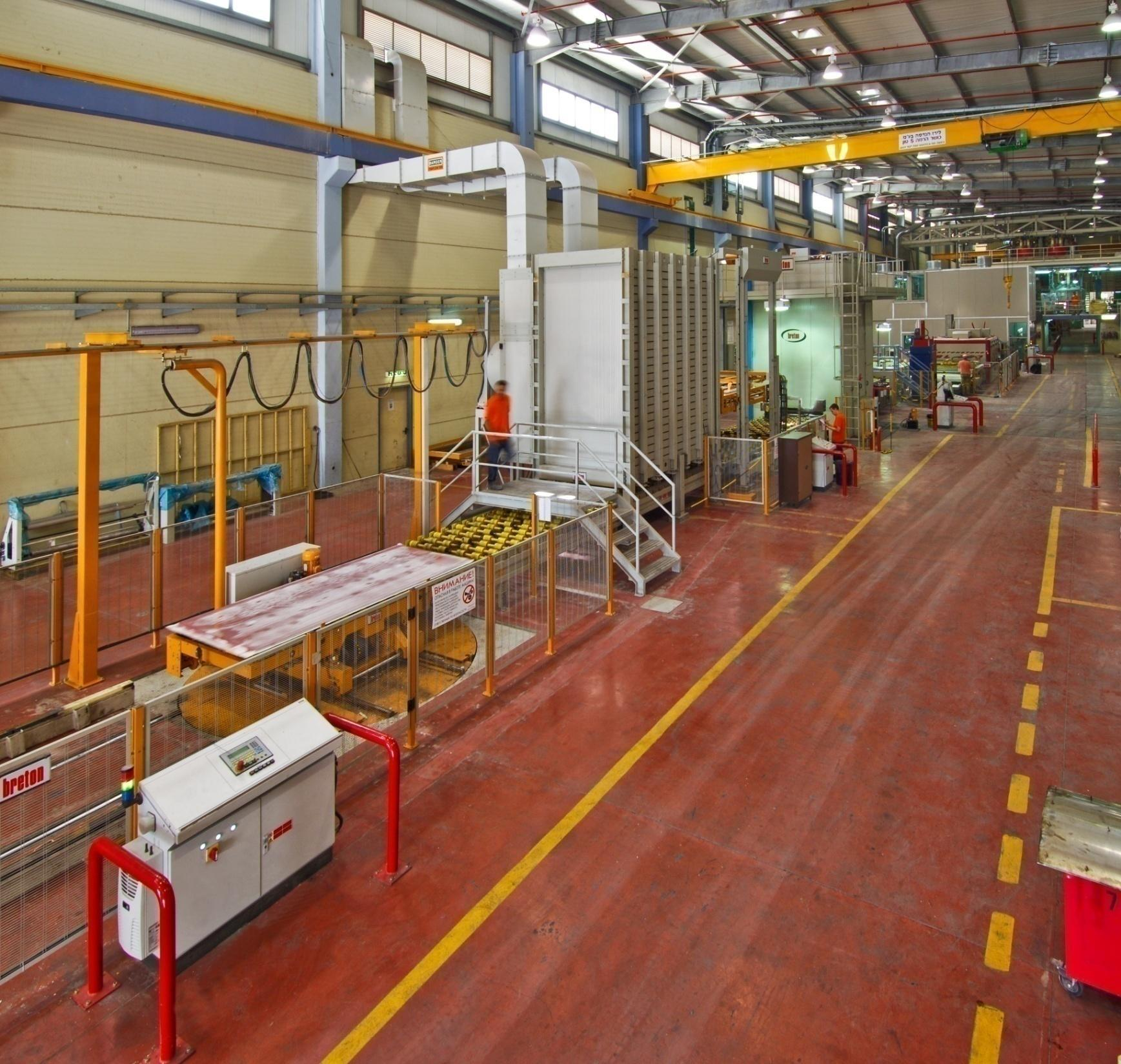
загартовування
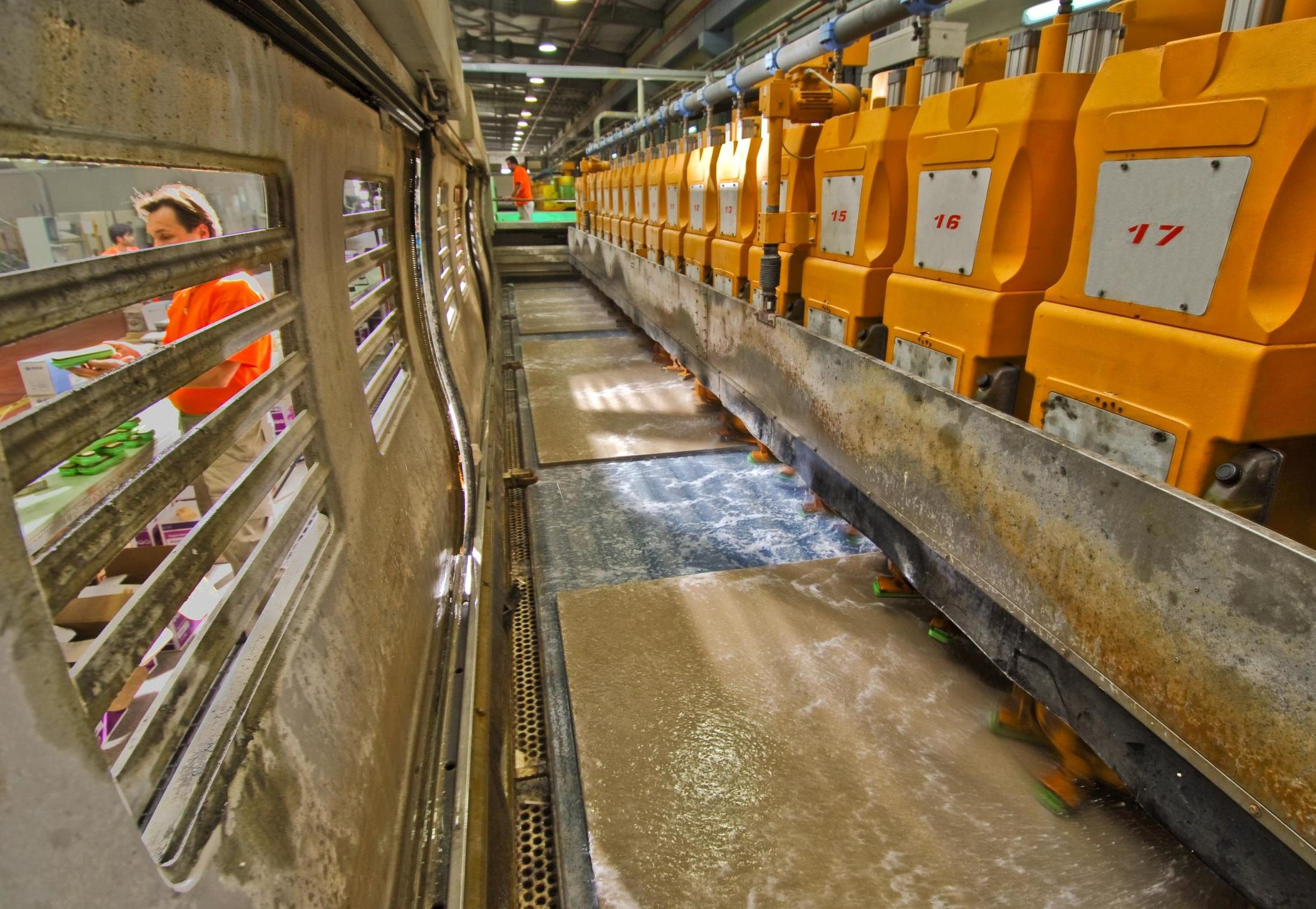
полірування слябів
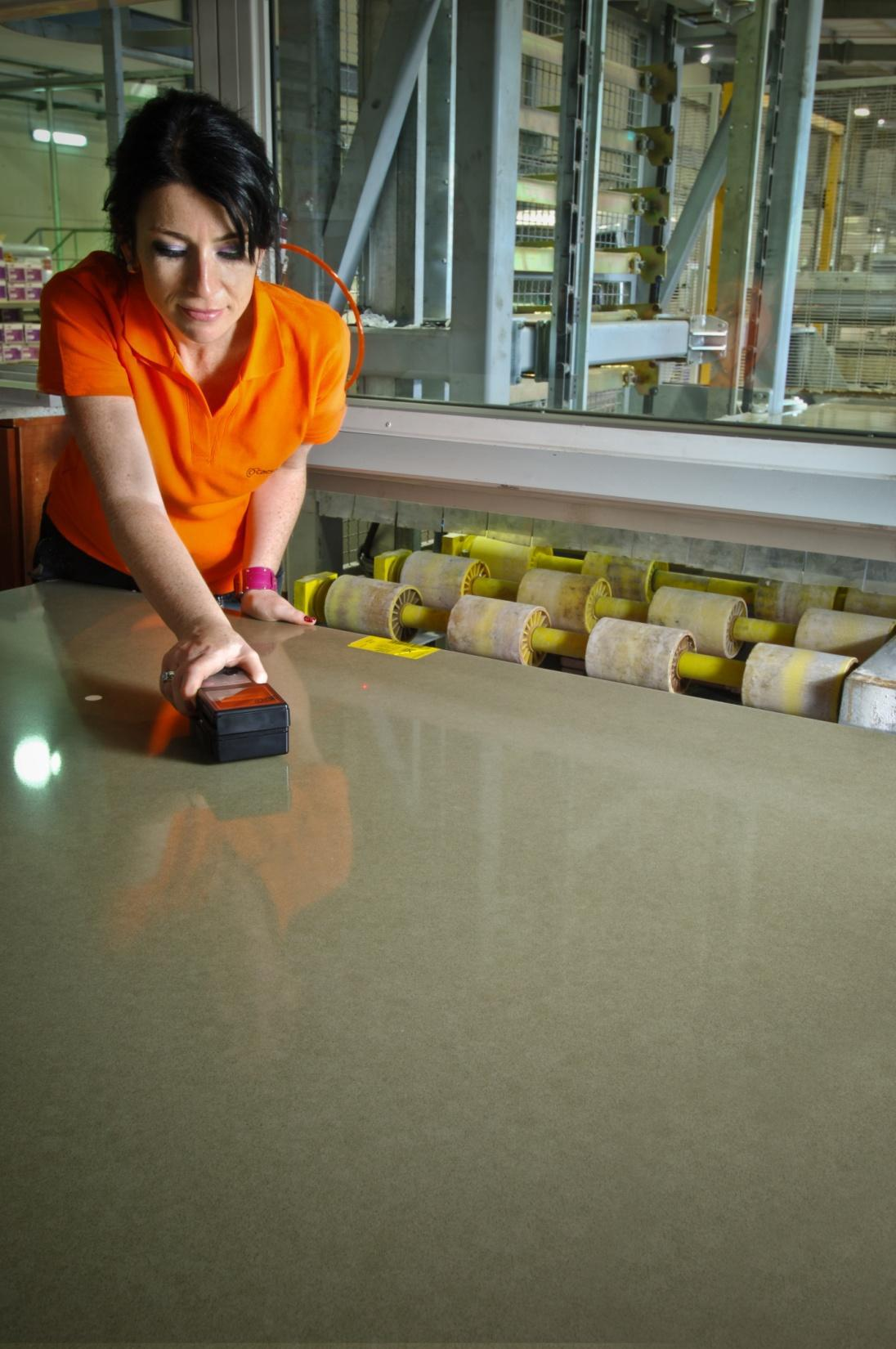
Контроль якості кварцових слябів на виробництві

 Кварцовий камінь отримують шляхом вібропресування матеріалу в умовах вакууму і високої температури. Так, при виробництві кварцового агломерату домінуючим матеріалом використовують жильний кварц, який дроблять в крихту, промивають, висушують і сортують по фракціям різних розмірів. Постачальниками кварцу для виробництва композитного кварцового каменю служать Китай, Туреччина, Ізраїль, Індія і Росія. Для отримання певної колірної гами і текстури поверхні, кварцовий пісок в певних пропорціях перемішується з фарбувальними пігментами і між собою. В отриману суміш додається ненасичена поліефірна смола, яка представляє собою зв'язуючу речовину. Отриманий матеріал виглядає повністю, як натуральний камінь, однак при цьому він позбавлений недоліків натуральних матеріалів. 
Результатом переробки кварцового каменю є сляб (плита). Залежно від виробника, сляби мають різні розміри, але до стандартного можна віднести сляби розміром 144х306 см / 56х122 дюймів. Далі сляб розпилюється на спеціальних каменеобробних верстатах, в залежності від конкретного об'єкта застосування. 
Існує кілька методик виробництва штучного кварцового каменю, однак найбільш відомою є технологія Bretonstone 
Відмінною особливістю кварцового каменю є його унікальна міцність і стійкість до механічних впливів. Крім того, завдяки технології виробництва, можна говорити про стійкість до перепадів температур і вологи.

## Застосування
Кварцовий камінь активно застосовується в обробках і ремонтах приміщень, а саме: 
- стільниці для кухні [Архівовано 14 Березня 2022 у Wayback Machine.]
- стільниці для ванної кімнати
- облицювання стін і колон
- облицювання камінів, басейнів
- виготовлення сходинок
- виготовлення мийок
- виготовлення дошок для кухні

Кварцовий камінь використовується також в приміщеннях громадського призначення, таких як кафе, ресторани, басейни та сауни. Довговічність, міцність, стійкість до різних ушкоджень, легкість в догляді допомагають кварцового каменю набирати популярність в побутовому сегменті. Також привертають увагу і дизайнерські властивості кварцового каменю - на сучасному ринку цей матеріал представлений в найширшої кольоровій гамі, відрізняючись також і текстурою поверхні, і формами виробів. 